# Phedina borbonica
Phedina borbonica là một loài chim trong họ Hirundinidae. Loài này sinh sản ở Madagascar và quần đảo Mascarene. Phân loài danh định hiện diện ở Mauritius và Réunion và chưa bao giờ được tìm thấy cách xa quần đảo Mascarene, nhưng phân loài Madagascar nhỏ hơn P. b. madagascariensis thì di cư và đã được ghi nhận trú đông ở Đông Phi hay lang thang đến các đảo Ấn Độ Dương khác.